# Lacunaria
Lacunaria es un género  de plantas fanerógamas perteneciente a la familia Ochnaceae. Comprende 18 especies descritas y de estas, solo 8 aceptadas.

## Descripción
Son árboles dioicos. Hojas verticiladas, los márgenes frecuentemente dentadas; estípulas subuladas o foliosas. Flores unisexuales, los pétalos algo hipóginos. Flores estaminadas con numerosos estambres; pistilodios ausentes. Flores pistiladas en inflorescencias más apretadas; estaminodios ausentes; ovario 10-13-locular. Bayas con canales de látex en el pericarpo; látex ligeramente anaranjado; semillas generalmente 2-4 por lóculo.

## Taxonomía
El género fue descrito por Adolpho Ducke y publicado en Archivos do Jardim Botânico do Rio de Janeiro 4: 139, pl. 12. 1925.

## Especies aceptadas
A continuación se brinda un listado de las especies del género Lacunaria  aceptadas hasta mayo de 2014, ordenadas alfabéticamente. Para cada una se indica el nombre binomial seguido del autor, abreviado según las convenciones y usos:  
- Lacunaria crenata (Tul.) A.C.Sm.
- Lacunaria grandifolia Ducke
- Lacunaria jenmani (Oliv.) Ducke
- Lacunaria macrostachya
- Lacunaria oppositifolia
- Lacunaria panamensis
- Lacunaria sampaioi Ducke
- Lacunaria umbonata